# Cara Seymour
Cara Seymour, född 6 januari 1964 i Essex, är en brittisk teater- och filmskådespelare.

## Filmografi (urval)
- 1998 – Du har mail
- 2000 – Dancer in the Dark
- 2000 – American Psycho
- 2000 – A Good Baby
- 2001 – Silent Grace
- 2002 – Gangs of New York
- 2002 – Adaptation
- 2004 – Evergreen
- 2004 – Hotel Rwanda
- 2004 – Birth
- 2005 – The Notorious Bettie Page
- 2005 – Steal Me
- 2007 – Familjen Savage
- 2007 – For One More Day
- 2008 – Last Call
- 2008 – The Auteur
- 2009 – Red Riding: 1974
- 2009 – An Education
- 2009 – The Greatest
- 2009 – Beyond the Fire
- 2009 – Red Riding: 1983
- 2011 – The Music Never Stopped
- 2012 – Jack and Diane
- 2014 – I Origins
- 2015 – Nasty Baby